# Javier Méndez Leiva
Heber Javier Méndez Leiva, noto semplicemente come Javier Méndez (Montevideo, 6 novembre 1982), è un allenatore di calcio ed ex calciatore uruguaiano, di ruolo difensore, tecnico del Progreso.

## Caratteristiche tecniche
È un difensore centrale.

## Carriera
Dal 2010 al 2012 ha giocato in Brasile con le maglie di Paraná e J. Malucelli collezionando 4 presenze in Série B, 1 in Coppa del Brasile e 24 nei campionati statali.
Conta oltre 200 presenze fra prima e seconda divisione uruguaiana, più della metà delle quali con la maglia del Progreso, la squadra nella quale è cresciuto.